# Phalonidia droserantha
Phalonidia droserantha es una especie de polilla del género Phalonidia, categorizada en la tribu Cochylini, de la subfamilia Tortricinae.

## Distribución
Se distribuye por Asia: China, en la provincia de Yunnan.

## Taxonomía
Fue descrita por Razowski en 1970.
Tratamiento taxonómico
La especie aparece registrada y publicada en Microlepid. Palaearctica 3: 219.